# Transport a Sri Lanka

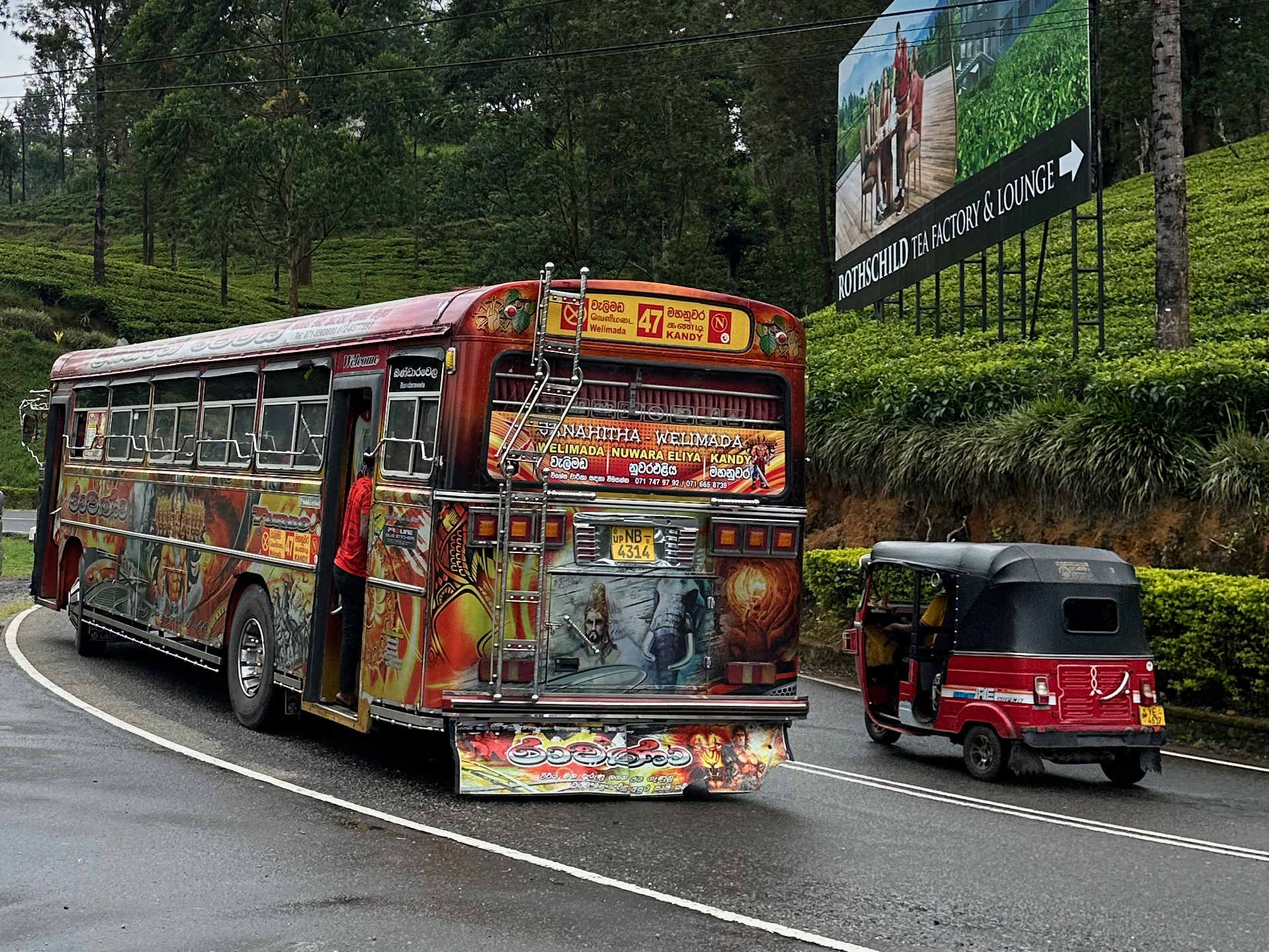
Autobus i tuk-tuk a Sri Lanka

El transport a Sri Lanka es basa en la seva xarxa de carreteres, que se centra a Colombo, la capital comercial del país. Una xarxa ferroviària cobreix una part de les necessitats de transport de Sri Lanka. A més, el país compta amb vies navegables, ports i tres aeroports internacionals: un a Katunayake, a 35 km al nord de Colombo, un altre a Hambantota i un a Jaffna.

## Carreteres
Les carreteres representen al voltant del 93 % del transport terrestre de Sri Lanka. L'any 2022 hi havia 12,3 milions de km de carreteres de classe A i B i 312.586 de les autopistes. Els principals modes de transport a Sri Lanka són l'autobús, les motocicletes i els cotxes de passatgers (inclòs el servei de taxi).

### Classificació
Les carreteres de Sri Lanka tenen els graus E, A, B i C.
| Grau | Descripció                                                                                   | Límit de velocitat |
| ---- | -------------------------------------------------------------------------------------------- | ------------------ |
| E    | Autopistes d'alta velocitat i de gran trànsit que dupliquen rutes de grau A molt transitades | 100 km/h (62 mph)  |
| A    | La xarxa de carreteres nacionals                                                             | 70 km/h (43 mph)   |
| B    | Principals carreteres provincials utilitzades com a alimentadors de carreteres de grau A i E | 60 km/h (37 mph)   |
| C    | Carreteres residencials locals                                                               | 50 km/h (31 mph)   |

### Autopistes
L' autopista Colombo-Matara té una distància de 126 km i uneix Colombo, Galle i Matara. Es va construir el 2011 per desenvolupar l'economia de la província del sud. L'autopista Colombo-Katunayake, l'autopista Colombo-Kandy i l'autopista circular exterior (carretera de circumval·lació de Colombo) estan en construcció, i s'ha proposat una autopista Colombo-Padeniya. El govern de Sri Lanka ha proposat tres carreteres elevades que connecten les tres autopistes principals:
- De Kirulapone a Kadawatha (uns 19 km), connectant l'autopista circular exterior a Kadawatha i l'autopista Colombo–Katunayake a Peliyagoda
- De Colombo Fort a Kottawa (uns 21 km), connectant les autopistes Colombo-Matara i Outer Circular a Kottawa
- Des del fort de Colombo fins a l'intercanviador de Peliyagoda a l'autopista Colombo–Katunayake (uns 5 km)

| Número | Nom                          | Comença         | Acaba          | Longitud (km) | Carrils                | Cost (USD)      | Cost/km (USD)  |
| ------ | ---------------------------- | --------------- | -------------- | ------------- | ---------------------- | --------------- | -------------- |
| E01    | Autovia Colombo-Matara       | Kottawa         | Matara         | 126           | 4 (provisió per a 6)   | 765,4 milions   | 6,07 milions   |
| E02    | Autovia circular exterior    | Kottawa         | Kerawalapitiya | 29            | 6                      | 1.120 milions   | 38,6 milions   |
| E03    | Autopista Colombo-Katunayake | Nou pont Kelani | Katunayake     | 25.8          | 6,4 (provisió per a 6) | 291 milions     | 11,28 milions  |
| E04    | Autopista Colombo–Kandy      | Kadawatha       | Katugastota    | 98,9          | 4,6                    | 4,5 mil milions | En construcció |

### Carreteres nacionals
Les carreteres nacionals de Sri Lanka tenen un grau A o B. Les carreteres de grau A es subdivideixen en AA, AB o AC.
| Grau de carretera                 | Longitud                            |
| --------------------------------- | ----------------------------------- |
| A                                 | 4,221.37 quilometres (2,623.04 mi)  |
| AA                                | 3,724.26 quilometres (2,314.15 mi)  |
| AB                                | 466.92 quilometres (290.13 mi)      |
| AC                                | 30.19 quilometres (18.76 mi)        |
| B                                 | 7,943.65 quilometres (4,935.96 mi)  |
| Total de carreteres de grau A i B | 12,165.02 quilometres (7,558.99 mi) |

La densitat de carreteres és més alta al sud-oest, especialment a la zona al voltant de Colombo. Les carreteres es troben en bon estat, amb una superfície llisa de betum i senyalització viària; tanmateix, alguns camins rurals es troben en mal estat. Les carreteres molt transitades s'estan millorant i repavimentant. El transport públic és àmpliament disponible a moltes zones rurals.

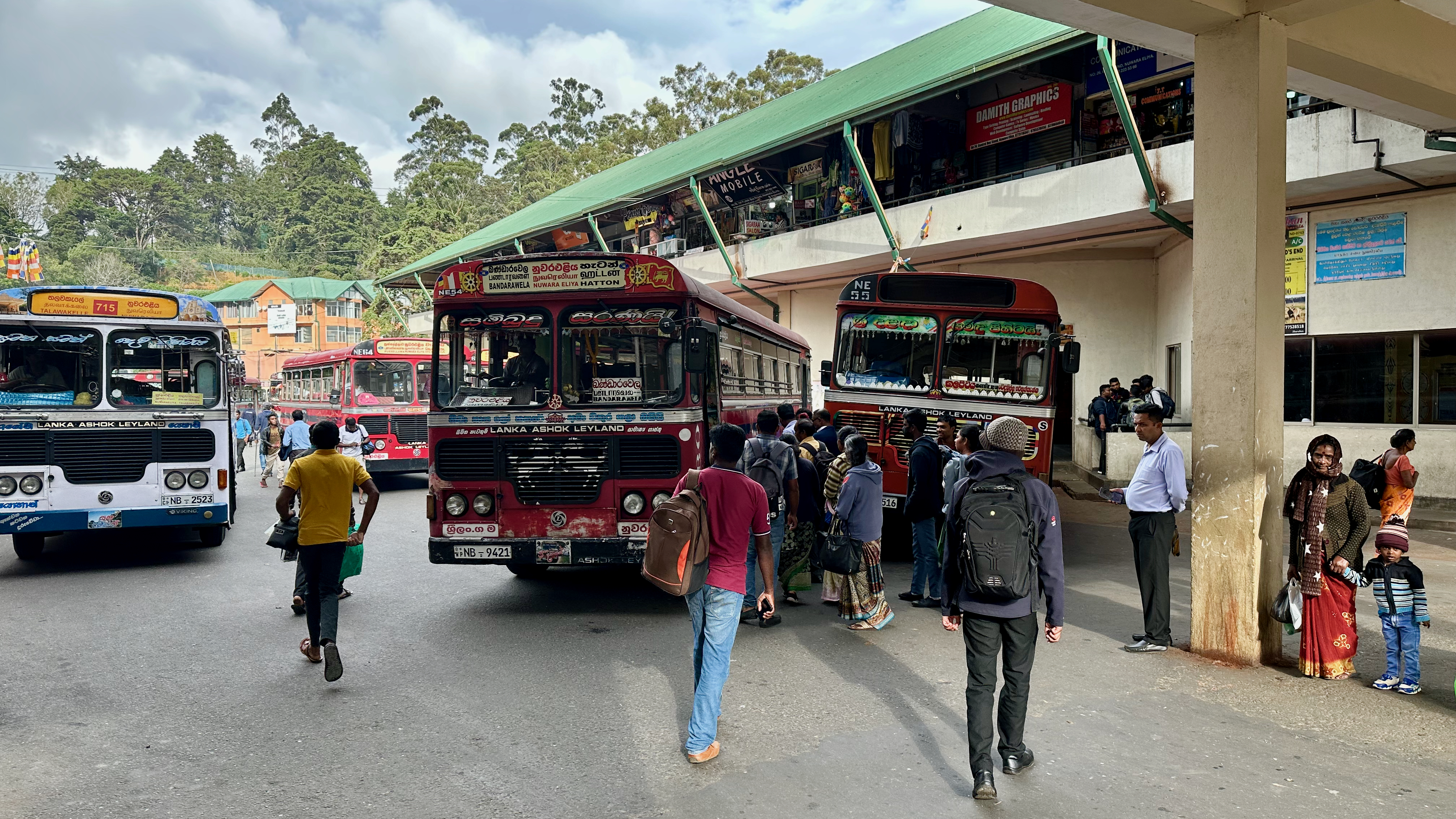
Estació d'autobusos a Nuwara Eliya

Els autobusos són el principal mitjà de transport públic. El servei és proporcionat per la Junta de Transport de Sri Lanka (SLTB) i autobusos de propietat privada. El SLTB té recorreguts urbans i rurals; a moltes zones rurals, ofereix un servei que no seria rendible per als operadors privats.
Colombo té un ampli sistema de transport públic basat en autobusos, amb l'estació central d'autobusos de Pettah com a centre. La xarxa viària de la ciutat consta d'enllaços radials (o vies arterials), que uneixen els centres de la ciutat i el districte, i enllaços orbitals que tallen les vies arterials. La majoria de les rutes d'autobús es troben als enllaços radials, sense carrils bus dedicats a causa de l'elevat volum de trànsit màxim. S'ha proposat un sistema BRT per a Colombo, però encara no s'ha implementat.
Les rutes interurbanes connecten molts dels principals nuclis de població del país. Alguns serveis estan disponibles a les autopistes E01 i E03, amb els autobusos moderns de Lanka Ashok Leyland.
L'any 2011, la SLTB va començar a introduir nous autobusos per substituir part de la seva antiga flota. Els autobusos Volvo 8400, de Volvo India, circulen per les principals rutes de Colombo. El model més popular és el Lanka Ashok Leyland Viking, que és operat per SLTB i diverses empreses privades.

### Automòbils
El transport modern de Sri Lanka es remunta a 120 anys, fins al 1902. Quan va entrar el primer cotxe de la història a Sri Lanka, un Rover monocilindre de 8 CV introduït per Edgar Money, un empresari local britànic. Aleshores, les carreteres amb prou feines eren construïdes i només unien algunes ciutats clau de l'illa. Abans de la dècada de 1960, marques d'automòbils britàniques i europees com Ford, Mini, Rolls-Royce i Rover dominaven el mercat de l'automòbil de Sri Lanka postcolonial. La compra d'un automòbil era un luxe reservat a la part superior de la societat, ja que les importacions de vehicles estaven molt regulades i els impostos exorbitants. A la dècada de 1960, es va produir una aturada brusca de l'entrada de vehicles a Sri Lanka quan el govern va prohibir totes les importacions per tal de solucionar el dèficit de divises. Tanmateix, hi ha hagut diversos esforços de muntatge de cotxes des dels anys vuitanta. Upali Corporation va muntar vehicles Fiat i Mazda. No obstant això, a mitjans dels anys vuitanta van plegar.

## Ferrocarril

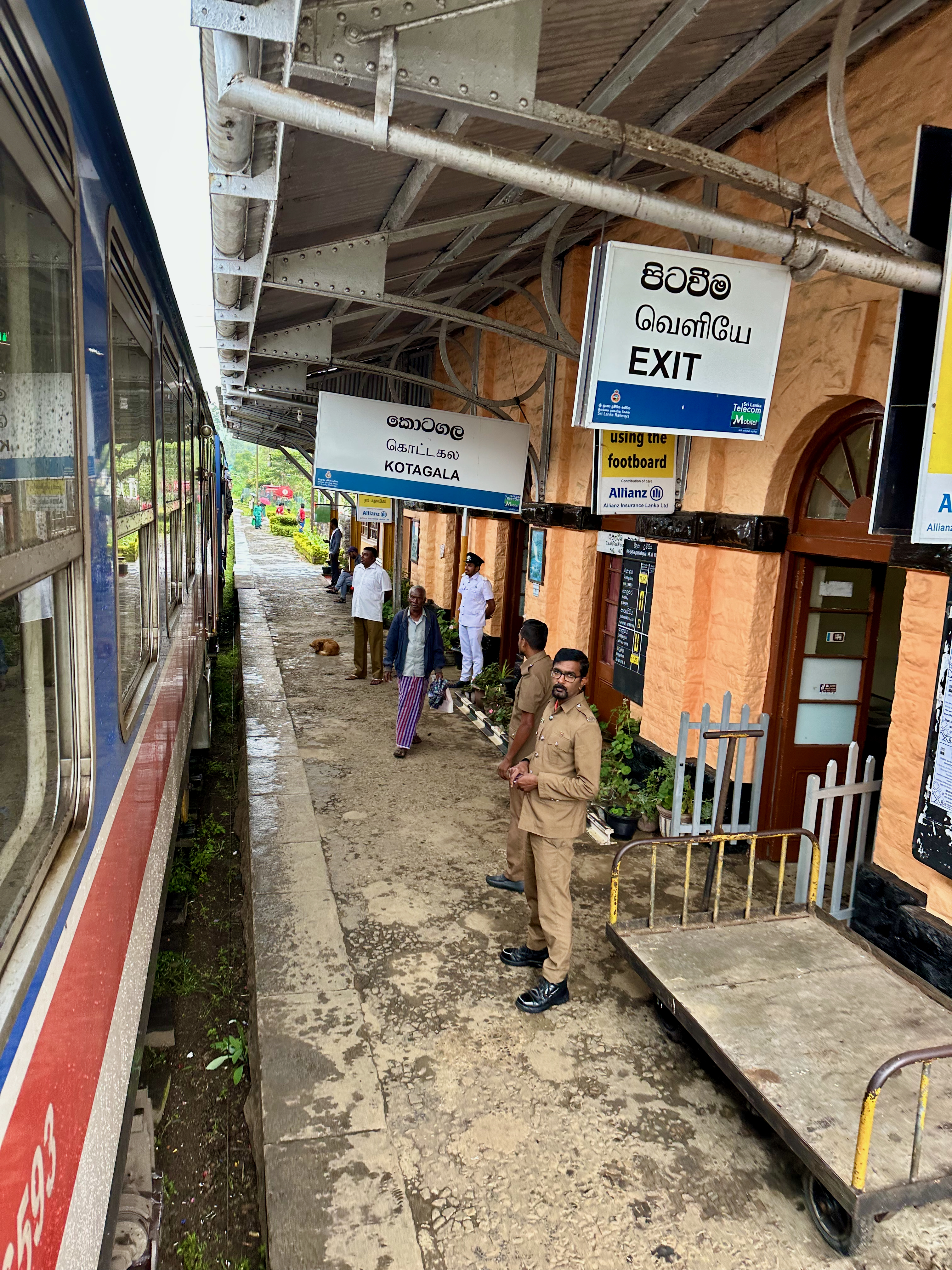
Estació de Kotagala

Xarxa ferroviària de Sri Lanka

Sri Lanka Railways consisteix en una xarxa interurbana que connecta els principals nuclis de població i el tren de rodalies que serveix als viatgers de Colombo. Sri Lanka Railways opera la xarxa ferroviària del país, que inclou uns 1.459 km de vies. Colombo és el seu centre. Els trens connecten les principals ciutats de les nou províncies del país.
La majoria dels ferrocarrils es van desenvolupar durant el període colonial britànic, amb la primera línia (de Colombo a Kandy) inaugurada el 26 d'abril de 1867. El ferrocarril es va introduir com un mitjà econòmic de transport de mercaderies produïdes a les plantacions de te, cautxú i coco fins al port principal de Colombo. Després de la dècada de 1950, l'economia de Sri Lanka es va centrar en la indústria més que en l'agricultura de plantació. La xarxa viària també va créixer; amb la introducció dels camions, un mitjà més ràpid de transport de mercaderies, la quantitat de mercaderies transportades per ferrocarril va disminuir. Com que la seva xarxa està més enfocada a zones de plantació que a nuclis de població i serveis, els ferrocarrils han generat grans pèrdues.
El seu potencial d'expansió es va demostrar quan la ministra de Transport, Leslie Goonewardene, va estendre la línia costanera des de Puttalam fins a Aruvakalu el 1974 per donar servei a la fàbrica de ciment d'allà. El ferrocarril s'ha anat modernitzant i ampliant per facilitar trens més ràpids i una millor eficiència. L'any 2010 es va proposar l'electrificació dels trams més concorreguts de la xarxa per millorar l'eficiència energètica i la sostenibilitat, però no es va fer. El ferrocarril està ampliant la línia costanera des de Matara fins a Kataragama passant per Hambantota.
La xarxa ferroviària de Sri Lanka passa per paisatges pintorescs, especialment la línia principal Colombo-Badulla, que abraça les escarpades terres altes del país. Els ferrocarrils connecten les ciutats de Kandy, Galle, Matara, Jaffna, Kankesanturai, Mannar, Anuradhapura, Gampaha, Negombo, Kurunegala, Avissawella, Kalutara, Polonnaruwa, Batticaloa, Trincomalee, Badulla, Chittapa Gamitipola, Vavulam i Colombo.
La línia estreta de Kelani Valley, de Colombo a Avissawella, es va convertir en via ampla. Les altres línies de via estreta, de Nanu Oya a Nuwara Eliya, Avissawella a Yatiyantota i Avissawella a Ratnapura i Opanayaka, van ser desmantellades a causa de pèrdues financeres. El 2007, el govern de Sri Lanka va anunciar plans per a Matara- Kataragama (113 km), Padukka-Hambantota-Ratnapura (210 km), Kurunegala-Dambulla-Habarana (80 km) i Panadura-Horana (18 km) per al 2014.

## Aeri

### Aerolínies de SriLankan
SriLankan Airlines és la companyia aèria nacional de Sri Lanka. Fundada el 1979 com a Air Lanka, l'aerolínia va canviar el seu nom quan va rebre una propietat estrangera parcial el 1998. Opera cap a Àsia i Europa des de la seva base a l'aeroport internacional de Bandaranaike a Colombo; l'oficina principal de la companyia aèria es troba a l'Airline Center de l'aeroport. La companyia aèria estava programada per unir-se a l'aliança Oneworld el 2013.
SriLankan Airlines vola a 62 destinacions a 34 països.

### Aeroports

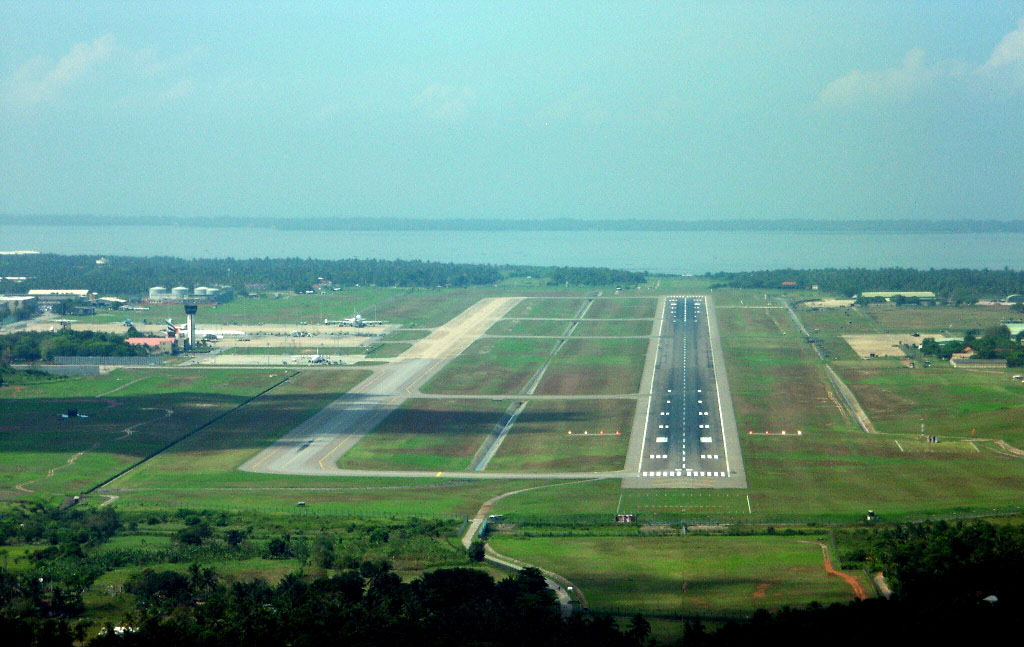
Aeroport de Colombo

A partir del 27 de març de 2022, l'aeroport més antic i el primer aeroport internacional que és l'aeroport internacional de Ratmalana van reprendre els viatges internacionals i es van declarar oberts al públic després de 55 anys. L'⁣aeroport internacional de Colombo, que es troba a Katunayake, al nord de Colombo, és el segon aeroport internacional que es va declarar obert al públic després que l'aeroport internacional de Ratmalana va deixar de viatjar internacionalment el 1967 i va ser l'únic aeroport internacional en funcionament durant 46 anys. L'aeroport va ser rebatejat l'any 1995. L'Aeroport Internacional Mattala Rajapaksa, situat a Mattala, al nord de Hambantota, es va convertir en el tercer aeroport internacional de Sri Lanka, obert al públic al març de 2013. L'Aeroport Internacional de Jaffna es va convertir en el quart aeroport internacional del país el 17 d'octubre de 2019, quan es va inaugurar per al públic.

### Vols nacionals
Els operadors nacionals són Cinnamon Air, FitsAir, Helitours, Senok i Simplifly. Sri Lanka té 19 aeroports.
| Longitud                                | Número |
| --------------------------------------- | ------ |
| Més de 3,047 metres (9,997 ft)          | 2      |
| 1,524 a 2,437 metres (5,000 a 7,995 ft) | 6      |
| 914 a 1,523 metres (2,999 a 4,997 ft)   | 7      |
| Total                                   | 15     |

| Longitud                                | Número |
| --------------------------------------- | ------ |
| 1,524 a 2,437 metres (5,000 a 7,995 ft) | 1      |
| Menys de 914 metres (2,999 ft)          | 3      |
| Total                                   | 4      |

## Navegació
Sri Lanka té 160 km de vies navegables interiors (principalment en rius del sud-oest), navegables per embarcacions de poc calat.

### Ports i ports

#### Port de Colombo

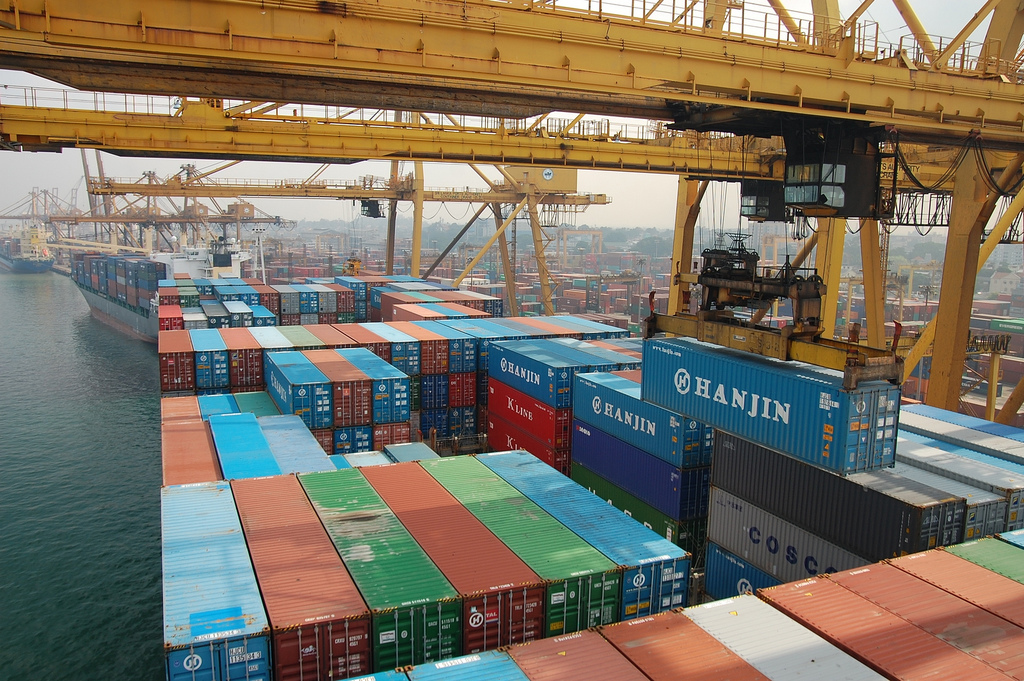
Manipulació de contenidors al Port de Colombo

Sri Lanka té ports d'aigües profundes a Colombo, Hambantota, Galle i Trincomalee. Colombo té el volum de càrrega més alt, amb una capacitat estimada de 5,7 milions de TEUs. El port va començar un projecte d'expansió a gran escala amb un cost de 1.200 milions de dòlars EUA el 2008 per augmentar la seva capacitat i capacitats. El projecte, encapçalat per l'Autoritat Portuària de Sri Lanka i construït per la Companyia d'Enginyeria i Construcció Hyundai, s'esperava que s'acabés l'11 d'abril de 2012. Consta de quatre noves terminals de 1200 m que poden acomodar tres atracades cadascuna, juntament amb una profunditat de 18 m (que es pot aprofundir fins a 23 m. L'amplada del canal del port serà de 560 m i la seva profunditat 20 m, amb una profunditat de la conca del port de 18 m i uns 600 m de cercle de gir. S'esperava que el projecte augmentés la capacitat anual de manipulació de contenidors a uns 12 milions de TEU i acomodés vaixells portacontenidors de 12.000 TEU.

#### Port de Hambantota
La construcció del port de Magampura Mahinda Rajapaksa (també conegut com el port de Hambantota) va començar el gener de 2008. Serà el segon port més gran de Sri Lanka, després de Colombo. El port donarà servei als vaixells que viatgen per una de les vies marítimes més transitades del món. El port també inclourà una instal·lació d'aprovisionament i un magatzem de tancs, que inclourà vuit dipòsits de combustible marí i tres dipòsits cadascun per a combustible d'aviació i gas liquat de petroli (GLP). També es construirà un complex administratiu de 15 plantes com a part del projecte. Fases posteriors elevaran la capacitat anual del port fins als 20 milions de TEU, convertint-lo en el port més gran construït a terra al segle XXI.

#### Port pesquer de Dikkowitta
El port pesquer de Dikkowitta, a prop de Colombo a Wattala, Gampaha, província occidental, costarà uns 73 milions de dòlars i es preveu que sigui el port pesquer més gran de l'Àsia. Amb les instal·lacions de descàrrega i embalatge que compleixen els requisits dels països importadors de peix (UE, Japó i EUA), serà un lloc alternatiu per al port pesquer de Mutwal. Les instal·lacions inclouran una conca sud per a vaixells de pesca orientats a l'exportació, una conca nord per a vaixells pesquers locals, una instal·lació de servei per a la reparació, neteja i aixecament d'embarcacions i una instal·lació de processament de peix amb tres cambres frigorífiques.

#### Port de Kankesanthurai
El port de Kankesanturai, al nord de Jaffna, és navegable per vaixells de calat relativament poc profund i va estar inactiu durant la guerra civil. El port s'està restaurant i aprofundint amb ajuda índia.

### Marina mercant
El 2010, Sri Lanka tenia 21 vaixells (1.000 tonatge brut (GT) o superior): 4 vaixells de càrrega a granel, 13 vaixells de càrrega, un camió cisterna químic, un vaixell portacontenidors i dos petroliers.

## Conduccions
El 1987, Sri Lanka tenia 62 km de gasoductes per a petroli cru i productes derivats del petroli.